# Permeabilità
In geologia, la permeabilità è una proprietà delle rocce o dei terreni inconsolidati e rappresenta la capacità di essere attraversati dai fluidi. Il valore della permeabilità è importante per determinare la produttività dei giacimenti di idrocarburi o dei pozzi per l'emungimento d'acqua.

## Permeabilità assoluta
La permeabilità compare come costante di proporzionalità nella Legge di Darcy che lega il gradiente di pressione alla portata attraverso due costanti: la viscosità, correlata alle caratteristiche del fluido, e la permeabilità, correlata alle caratteristiche del mezzo poroso.

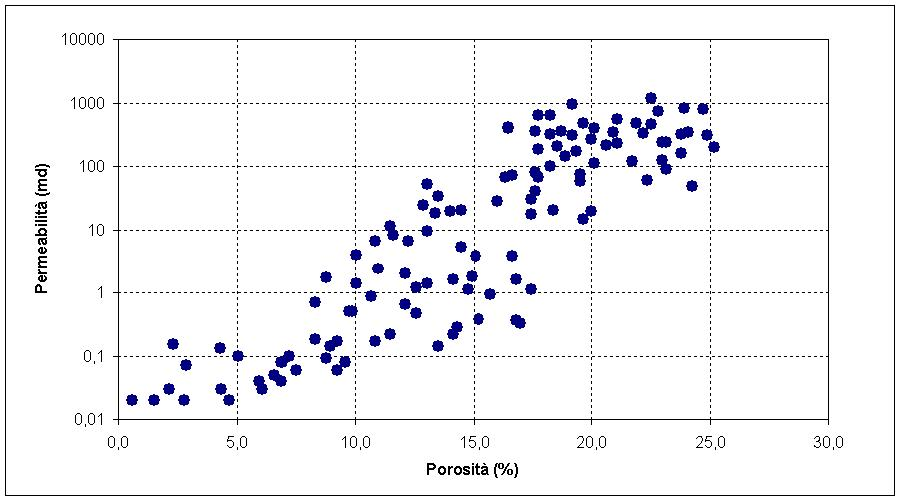
Esempio di correlazione Porosità – Permeabilità

L'unità di misura della permeabilità è il darcy o più comunemente il millidarcy (md). Dimensionalmente la permeabilità è una superficie (1 darcy = 0,987×10−12 m2). La permeabilità contenuta nella legge di Darcy esprime il flusso di un solo fluido (monofase) ed è detta "permeabilità assoluta". I fattori che condizionano la permeabilità assoluta sono legati alla struttura microscopica del mezzo poroso, ad esempio tortuosità e ampiezza dei pori. A differenza della porosità, la permeabilità è una grandezza vettoriale. Si è visto che queste due grandezze, pur rappresentando caratteristiche delle rocce molto diverse (la permeabilità un "flusso", la porosità un "volume"), sono tra loro correlate in particolare nelle rocce clastiche.

### Metodi di misura della permeabilità assoluta delle rocce
La permeabilità assoluta è misurata in laboratorio, su campioni di roccia ("carote") estratti dal sottosuolo oppure ottenuta dall'interpretazione dei dati ricavati attraverso prove di portata ("prove di produzione") dei pozzi.
Le misure di laboratorio avvengono flussando un campione di forma cilindrica in condizioni controllate ed applicando la Legge di Darcy
{\displaystyle k=\mu {\frac {l}{S}}{\frac {\dot {V}}{\Delta p}}}
dove:
- {\displaystyle k} è la permeabilità (in darcy);
- {\displaystyle l} è la lunghezza del campione (in metri);
- {\displaystyle S} è la superficie del flusso (in m2);
- {\displaystyle \mu } è la viscosità del fluido (in poise);
- {\displaystyle {\dot {V}}} la portata volumetrica (in m3/s);
- {\displaystyle \Delta p} è la differenza di pressione alle due estremità del campione (in Pascal).

Viene impiegato un fluido incomprimibile e che non interagisce con i minerali presenti nella roccia, in regime di flusso laminare e con il mezzo poroso saturo dello stesso fluido. Similmente alle misure di porosità al vantaggio di ottenere misure accurate si oppone il limitato volume investigato, rispetto alle eterogeneità della roccia, ed il rischio di utilizzare campioni alterati dalle operazioni di prelevamento ed estrazione dal pozzo.
La misura viene effettuata sia lungo l'asse del campione sia perpendicolarmente ad esso così da ottenere la permeabilità verticale ed orizzontale.

## Permeabilità relativa
Quando vi è presenza contemporanea di due o più fluidi saturanti i pori, per esempio petrolio, gas naturale e acqua fossile, occorre poter descrivere la capacità del mezzo poroso di far fluire preferibilmente l'uno o l'altro di questi; in questo caso vengono definite le "permeabilità relative". La permeabilità di un fluido rispetto ad un altro varia al variare della relazione tra le loro saturazioni. Nel caso di due fluidi le permeabilità relative sono quindi espresse da una coppia di curve. In queste situazioni il valore della permeabilità relativa dipende anche dal valore della saturazione del fluido, tanto più un fluido è presente con alta saturazione, maggiore sarà il valore della sua permeabilità relativa.

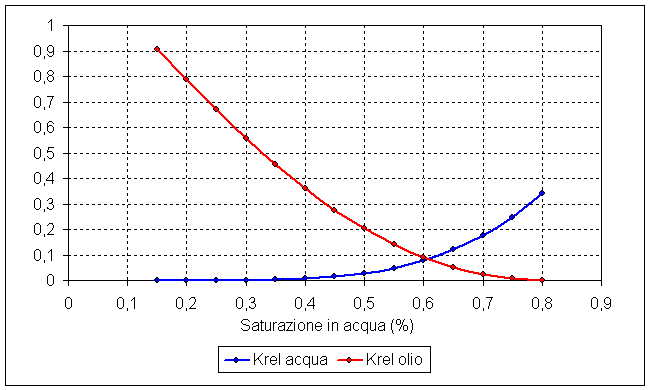
Esempio di curve di permeabilità relativa di un sistema olio – acqua

Poiché la produzione di idrocarburi da un giacimento genera nel tempo un aumento del valore della saturazione in acqua ed un conseguente decremento di quella in idrocarburi, si ha di pari passo anche una variazione nel tempo dei valori di permeabilità relativa entro la roccia serbatoio.

### Metodi di misura della permeabilità relativa delle rocce
I metodi sono concettualmente simili alla misura delle permeabilità assolute e in generale prevedono il flussaggio contemporaneo dei due fluidi con diversi rapporti di portata. Una volta raggiunto lo stato stazionario (flussi in entrata e in uscita e caduta di pressione agli estremi del campione costanti) le permeabilità sono calcolate usando la legge di Darcy per ogni fluido.